# Dolmen d'el Quadró
Le dolmen d'el Quadró est un dolmen ruiné situé à Montesquieu-des-Albères, dans le département français des Pyrénées-Orientales.

## Historique
Le mot catalan el Quadró désigne une parcelle cultivée de forme quadrangulaire mais selon Jean Abélanet le toponymie pourrait aussi faire référence à la forme de la chambre dolménique avant son démantèlement.

## Description
Le dolmen est ruiné. Il en demeure une grande orthostate (1,70 m de long sur 1,30 m de haut et 0,10 à 0,20 m d'épaisseur) encore dressé. La dalle de chevet (1,40 m de long sur 1,20 m de haut et 0,20 à 0,35 m d'épaisseur) est couchée à l'intérieur de la chambre. L'entrée était probablement orientée au sud-sud-ouest. Une dalle de 1,10 m de long sur 0,80 m de large visible à l'ouest de l'orthostate encore dressé pourrait correspondre à un fragment de la dalle de couverture.